# 三遠ネオフェニックス
三遠ネオフェニックス（さんえんネオフェニックス、英: San-en Neophoenix）は、愛知県豊橋市をホームタウンとするプロバスケットボールチーム。運営法人は株式会社フェニックス。1965年にオーエスジー男子バスケットボール部として創設され、bjリーグ時代は浜松・東三河フェニックスとして活動していた。現在はB1リーグの中地区に所属している。三遠とは、東三河（愛知県東部）と遠州（静岡県西部）の総称・略称。

## 概要

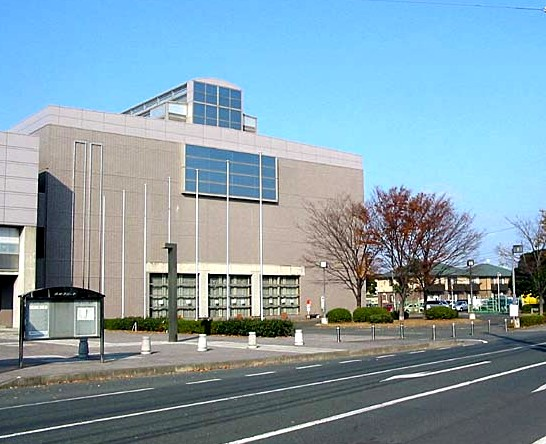
浜松市の浜松アリーナ

ホームタウンは愛知県豊橋市と静岡県浜松市で運営会社は株式会社フェニックス。
母体はオーエスジーバスケットボール部で、2007-08シーズンまで所属したJBL時代のチーム名は「オーエスジーフェニックス東三河」。2015-16シーズンまで所属したbjリーグ時代のチーム名は「浜松・東三河フェニックス」で、浜松市と豊橋市を含む愛知県東三河地区とのダブルフランチャイズとしていた。
2016-17シーズンからBリーグ所属となり、リーグが定めた規定により、2016年7月1日よりクラブ名を「三遠ネオフェニックス」へ変更し、ホームタウン（活動の主となる場所）が愛知県豊橋市、活動地域が東三河地域と遠州地域となった。「ネオフェニックス」の「ネオ」は、ギリシャ語で「新しい」を意味し、新たに再生を遂げ、バスケットボール界の新たな時代を力強く羽ばたいていく決意を込めている。
チームロゴは、「SAN-EN」は三遠地域をつなぐ懸け橋、「NEOPHOENIX」は不死鳥の翼をイメージ。三遠地域の中心である「浜松」、「東三河」のイニシャルである「H」を重ね、地域に根差した活動を進める決意を込めている。

### チームカラー
- フェニックスレッド
- フェニックスイエロー

### マスコット
- ダンカー[4][1]
- アリー[4]

モチーフは不死鳥。愛称は公募により決定された。なお、オーエスジー時代のマスコットは「フェニックスくん」であった。

### チームスローガン
| シーズン | スローガン                             |
| -------- | -------------------------------------- |
| 2013-14  | HIGH Ambition!                         |
| 2014-15  | 全心全力〜必翔・必勝・必笑〜           |
| 2015-16  | 全心全力－変化・共化・進化－           |
| 2016-18  | 全心全力                               |
| 2018-19  | EDGE～勝利に必要な鋭さを追い求めろ！～ |
| 2019-20  | B STRONG                               |
| 2020-21  | No Regret                              |
| 2021-22  | SHIN！SANEN                            |

### チアダンスチーム
- Fire Girls （ファイヤーガールズ） [8]

2008年bjリーグ参戦に伴い結成。それまではOSGチアリーダーズが活動していた。

### アリーナMC
- 2008-09 : 高橋正純（浜松地区）、加藤昌志（東三河地区）
- 2009-13 : 高橋正純（浜松地区）、ターザン山下（東三河地区）
- 2013-14 : 高橋正純
- 2014-18 : 鶴田俊美
- 2018-20 : 鶴田俊美、大久保宅登[9]
- 2020-22 : 鶴田俊美、大久保宅登、山田門努[10]
- 2022- : 佐藤正宏

### アシスタントMC
- 2017-19: 鍋谷真子
- 2019-20: さつき[9]
- 2020-     :なし

### 応援アンバサダー
- 2019-20 : 松井珠理奈（SKE48）[11]
- 2020- : 堀夏喜（FANTASTICS from EXILE TRIBE）[12]

### SNSアンバサダー
- 2020-2021 : Fumiya[13]

### アリーナアイドル
- 2016-18 : P.IDL NAGOYA[14][15]
- 2018-19 : P.IDL[16][17]
- 2019-20 : PIDL☆未来stage[18]

### オフィシャルアーティスト
- 2014-18 : CLEEM[19]
- 2018-19 : CLEEM MIKU[20]
- 2019-20 : lol[21]
- 2020-21 : FANTASTICS from EXILE TRIBE[12]

### オフィシャルソング
- 2013-14 : 『Phoenix』 - GRVTY（united music）
- 2014-15 : 『FLY TO TOP』 - CLEEM（united music）
- 2015-16 : 『WAY TO GO』 - CLEEM（united music）
- 2016-17 : 『change the world』 - CLEEM（united music）
- 2017-18 : 『REDEEMING』 - CLEEM（united music）
- 2018-19 : 『EDGE』[20] - CLEEM MIKU（united music）
- 2019-20 : 『trigger』[21] - lol（avex trax）
- 2020-21 : 『Winding Road～未来へ～』[12] - FANTASTICS from EXILE TRIBE（avex trax）

### ユニフォームスポンサー （2025-26シーズン）
- 前面：OSG（ホーム豊橋側中央、アウェー左肩）、アツミテック（ホーム浜松側中央）、山善（アウェー中央）
- 背面：アツミテック（ホーム豊橋側背番号上部）、OSG（ホーム浜松側背番号上部）、小久保製氷冷蔵（アウェー背番号上部、「ロックアイス」明記）、物語コーポレーション（ホーム選手名下部）、トピー工業（アウェー選手名下部）
- パンツ：渥美モータース（ホーム右前腰部）、りらいぶ（アウェー右前腰部）、藤城建設（ホーム豊橋側右前太もも上）、加山興業（ホーム豊橋側右前太もも中央）、サーラグループ（ホーム豊橋側右前太もも下、ホーム浜松側右前太もも）、ハイブリィド（アウェー右前上）、オノコム（アウェー右前下）、タケショウ（ホーム豊橋側左前上、「フリーモバイル」明記）、アイレクススポーツクラブ（ホーム豊橋側左前下）、OSG（アウェー左前）、豊橋ハートセンター（ホーム豊橋側右後ろ）、イマダ（ホーム左後ろ）、西鉄旅行（アウェー左後ろ）

### 過去のユニフォームスポンサー
- ラグーナ蒲郡
- ユタカコーポレーション
- JTB
- 整友会
- 東神観光バス
- MUSASHI
- 豊橋観光コンベンション協会
- 豊橋信用金庫
- VELL
- 湘南テクノ

### ユニフォームサプライヤー
- 2008年 - 2011年 : ブル・ファイト
- 2011年 - 2013年 : GANBAX
- 2013年 - 2017年 : SPALDING
- 2017年 - 現在 : EGOZARU[22]

### 歴代ユニフォーム
| HOME                 | HOME                 | HOME                 | HOME                 | HOME                 |
| -------------------- | -------------------- | -------------------- | -------------------- | -------------------- |
| 2017 - 18            | 2018 - 19            | 2019 - 20            | 2020 - 21            | 2021 - 22 豊橋開催時 |
| 2021 - 22 浜松開催時 | 2022 - 23 豊橋開催時 | 2022 - 23 浜松開催時 | 2023 - 24 豊橋開催時 | 2023 - 24 浜松開催時 |
| 2024 - 25 豊橋開催時 | 2024 - 25 浜松開催時 | 2025 - 26 豊橋開催時 | 2025 - 26 浜松開催時 |                      |
|                      |                      |                      |                      |                      |

| AWAY      | AWAY      | AWAY      | AWAY      | AWAY      |
| --------- | --------- | --------- | --------- | --------- |
| 2017 - 18 | 2018 - 19 | 2019 - 20 | 2020 - 21 | 2021 - 22 |
| 2022 - 23 | 2023 - 24 | 2024 - 25 | 2025 - 26 |           |
|           |           |           |           |           |

| Other                               | Other                               | Other                           | Other                               | Other                               |
| ----------------------------------- | ----------------------------------- | ------------------------------- | ----------------------------------- | ----------------------------------- |
| 2017 - 18 グリーン ユニフォーム     | 2019 - 20 有楽製菓コラボ            | 2019 - 20 グリーン ユニフォーム | 2020 - 21 有楽製菓コラボ            | 2020 - 21 サーラグループ プレゼンツ |
| 2020 - 21 EMPOWER ASIA by GATSBY    | 2021 - 22 トピー工業× エゴザル      | 2021 - 22 有楽製菓コラボ        | 2021 - 22 EMPOWER ASIA by GATSBY    | 2022 - 23 有楽製菓コラボ            |
| 2022 - 23 サーラグループ プレゼンツ | 2023 - 24 サーラグループ プレゼンツ | 2024 - 25 60周年記念            | 2024 - 25 サーラグループ プレゼンツ |                                     |
|                                     |                                     |                                 |                                     |                                     |

## 歴史
オーエスジーのバスケットボール部として1965年創部。創部者である大沢茂樹により「不死鳥のように」との願いを込めて「オーエスジーフェニックス」と名づけられた。
1985年、愛知県実業団リーグに登録。11部からスタートし、1994年に2部昇格。1995年、全日本実業団バスケットボール選手権大会に初出場。1997、98年の全日本実業団選手権で連覇。1998年には全日本総合バスケットボール選手権大会（オールジャパン）に初出場。同年4月、共同石油女子バスケットボール部（現・ENEOSサンフラワーズ）を強豪化に導いた中村和雄が監督に就任する。

### 日本リーグ・JBL時代
1999年、全日本実業団バスケットボール競技大会で優勝し日本リーグ昇格。2000年、オールジャパンでベスト8、日本リーグ2部で優勝を果たす。いすゞ自動車ギガキャッツとボッシュブルーウィンズの撤退に伴い、新潟アルビレックス（現・新潟アルビレックスBB）とともに2002年よりスーパーリーグに参戦。
2003年と2007年のオールジャパンでベスト4進出、2005-06にスーパーリーグ準優勝。
プロ化に対しては積極的であり、旧JBLがプロ化を見据えて日本バスケットボールリーグ（JBL）を創設した際には最初に参加に手を上げた。2007年からはチーム名に「東三河」を付け「オーエスジーフェニックス東三河」とし、豊橋市総合体育館をホームアリーナとした。
bjリーグ参戦表明
2007年のシーズン終了後、2008年からのbjリーグ参戦の検討を始めた。理由として、JBL新リーグがプロ化するにあたり、参加予定の8チームの中でオールプロのチームがオーエスジーを含めた3チームのみだったことに加え、地域密着を目指すオーエスジーの方針が同じく地域密着を目指すbjリーグの方針と合致したことなどが挙げられる。また、月刊バスケットボールのインタビュー記事で「我々は30年以上日本連盟でプレーしてきたが、何も変わらなかった。プロリーグであるbjリーグに転籍すれば間違いなく変われる。」とインタビューで述べていることから、転籍に対して相当な意気込みを見せている。
2007-08シーズンはJBL新リーグに参加。その後bjリーグ参加申請の結果、2008-09シーズンからの参加が可能になった。また、bj転籍に伴い浜松市と豊橋市を含む愛知県東三河地区とのダブルフランチャイズとし、チーム名は「浜松・東三河フェニックス」に変更となった（略称は自治体名の「浜松」）。ホームアリーナは豊橋市総合体育館のみから浜松市の浜松アリーナと浜北総合体育館、東三河の豊橋市総合体育館、豊川市総合体育館に増加する。2008-09、2009-10の2シーズンは東西交流戦のうちの2試合を北海道旭川市で開催していた。練習拠点は引き続き豊川市のオーエスジースクエア（オーエスジー豊川工場の敷地内にある）に置く。チーム運営会社は株式会社フェニックスコミュニケーションズとなり、オーエスジー本社は出資企業のひとつとしてチーム運営を継続する他、浜松・東三河地区の企業の出資も仰ぐ。なお、参入決定後、既にbjリーグに参戦しているライジング福岡とのプレシーズンマッチを予定していたが、JBL及び日本バスケットボール協会に認められず中止になった。
JBL、そしてオーエスジーフェニックス東三河としてのラストシーズンは総合3位で終えた。シーズン終了後、オーエスジーに所属していた選手は全員移籍選手リストに提示され、川村卓也、朝山正悟といった日本代表級選手がJBLの他チームに移籍し、大口真洋、太田敦也、岡田慎吾、堀田剛司といった選手が浜松・東三河フェニックスに残留し、新たに孫明明、ジョシュ・ペッパーズ、アダム・ザーン、アンディー・エリスらが加わった。ヘッドコーチ（HC）はオーエスジーHCの中村和雄が引き続き務める。

### bjリーグ

#### 2008-09シーズン
bjリーグ開幕に先立ち、10月に浜松アリーナで東京Aと、ロシアのMBCディナモ・モスクワとのプレシーズンマッチを開催した。
開幕戦は10月18日に仙台と行い、勝利を収めた。5連敗を喫した時期もあったが、シーズン後半に2度の10連勝を記録。イースタンカンファレンス1位でプレイオフに進出する。カンファレンスセミファイナルでは新潟を下したが、カンファレンスファイナルで東京Aに惜敗、3位決定戦で大阪を破り参入初年度は総合3位で終えた。

#### 2009-10シーズン
レギュラーシーズンでは2008-09シーズンの琉球と並ぶシーズン最高勝率（.788）を記録し、2年連続東地区1位でプレイオフに進出する。カンファレンスセミファイナルでは東京Aと対戦し、2連勝でファイナル4に進出。カンファレンスファイナルでは大口真洋がbjリーグ新記録となる10本の3ポイントシュートを決める活躍を見せ、新潟に逆転勝利。ファイナルでは大阪を破り、bjリーグ初優勝を果たした。東地区のチームが優勝するのは初めてである。レギュラーシーズンMVPにはウェンデル・ホワイト、プレイオフMVPは大口真洋がそれぞれ受賞した。

#### 2010-11シーズン
プレシーズンマッチとして行なわれたbj-KBL チャンピオンシップゲームズでは蔚山モービスフィバスと対戦、1勝1敗だったものの得失点差で勝利し日本勢として初の単独優勝となった。2011年1月15日に行われた高松戦（豊橋）での勝利をもちbjリーグレギュラーシーズン通算100勝に到達。勝率.870（40勝6敗）というリーグ新記録でこのシーズンも地区1位となりプレーオフに進出。中心選手だったジャメイン・ディクソンが東日本大震災の影響で退団・帰国しプレイオフに向けてチームの再構成を迫られた（なお、ディクソンは翌シーズンに復帰）。カンファレンスセミファイナルでは富山に、カンファレンスファイナルでは新潟にそれぞれ勝利し、ファイナルでも琉球を下して連覇を達成。MVPはジェフリー・パーマーがレギュラー・プレイオフの両方で受賞した。
シーズン終了後に中村HCが契約満了に伴い退団し、新HCにチーム統括だった河合竜児が就任。

#### 2011-12シーズン
開幕直後に新規参入チーム横浜、千葉との4連戦で1勝3敗とつまづいたが、その後外国籍選手の入れ替えなどで立て直して、4シーズン連続でイースタンカンファレンス1位となる。プレイオフカンファレンスセミファイナルでは新潟を、カンファレンスファイナルでは横浜を降してファイナルに進出したが、ファイナルで琉球に敗れて3シーズン連続優勝はならなかった。

#### 2012-13シーズン
このシーズンより西地区所属に変更された。2013年3月に河合HCが解任され、東野智弥が就任。地区6位となり、初めてプレーオフのホーム開催権を逃した。ウエスタンカンファレンス・ファーストラウンドで3位の島根と対戦して2連敗で敗退。

#### 2013-14シーズン
下位チームとの対戦が続いたシーズン中盤に9連勝を記録し、一時は2位争いをしていたが、終盤の3，4月に連勝を一度もできず西地区4位に順位を下げた。プレイオフ・カンファレンスファーストラウンドでは5位の福岡に勝利したが、カンファレンスセミファイナルでは琉球に完敗した。

#### 2014-15シーズン
レギュラーシーズンは西地区3位でプレイオフに進出。カンファレンスセミファイナルで琉球に2連勝してファイナル4に進出。カンファレンスファイナルでは滋賀に勝利。ファイナルでは秋田を破り、4年ぶり3回目のbjリーグ優勝を果たした。

#### 2015-16シーズン
レジー・ウォーレンを始め、実績のある外国人選手を獲得して開幕を迎えた。シーズン中は相次ぐ外国人選手の入れ替えなどもあり苦戦するが、レギュラーシーズンをウエスタンカンファレンス4位で通過し、プレイオフホーム開催権を得る。プレイオフ・ファーストラウンドで滋賀と対戦。第1戦はオーバータイムに突入するなど一進一退の争いを繰り広げたが連敗でセミファイナル進出を逃した。
シーズン終了後、東野HCが契約満了となり、日本バスケットボール協会の技術委員会委員長への就任が発表された。

### B.LEAGUE
B.LEAGUEが発足し、B1中地区への参入が決定。合わせてリーグ発表の公式なホームタウンを豊橋市、ホームアリーナを豊橋市総合体育館に定め、2016-17シーズンはホームゲームの8割を豊橋市総合体育館、残りの2割を浜松アリーナで開催することが決定した。これによって、JBL時代からホームゲームを開催してきた豊川市総合体育館を始め、豊橋、浜松以外での開催はなくなった。また、リーグが定めた規定により、2016年7月1日よりクラブ名を「三遠ネオフェニックス」へ変更した。

#### 2016-17シーズン（B1中地区）
クラブOBの藤田弘輝が新HC（3年契約）に、河内修斗がアソシエイトヘッドコーチに就任した。前シーズンに所属していた大石慎之介、大口真洋、太田敦也、川満寿史、岡田慎吾、並里祐、田渡修人の7名と契約を継続したほか、新たに奈良から鈴木達也、信州から鹿野洵生を獲得。外国人選手は、2014-15シーズンの優勝に貢献したオルー・アシャオル、ロバート・ドジャー、リチャード・ロビーの3選手を獲得した。11月にジョシュ・チルドレスと契約。レギュラーシーズンは旧bjリーグのチームとしては最高の勝率で川崎に次ぐ中地区2位となり、全体6位でのチャンピオンシップへの出場を果たしたが、クォーターファイナルではA東京に惜敗し、シーズンを終えた。

#### 2017-18シーズン（B1中地区）
藤田体制2シーズン目。中地区6チーム中4位に順位を下げ、プレーオフ進出を逃した。

#### 2018-19シーズン（B1中地区）
藤田体制3シーズン目。勝率4割を切り、中地区6チーム中5位。

#### 2019-20シーズン（B1中地区）
ブライアン・ロウサムが新HCに就任。開幕10連敗でロウサムとの契約を解除。河内修斗ACがHCに就任し、17戦目でシーズン初勝利を記録した。リーグ最低のシーズン5勝で中地区6チーム中最下位。

#### 2020-21シーズン（B1西地区）
コロナウイルス感染症の影響でリーグが東西2地区制となり、三遠は西地区所属となった。ブラニスラフ・ヴィチェンティッチが新HC、ウラジミール・ヨヴァノヴィッチがアドバイザーに就任。西地区10チーム中9位に終わる。

#### 2021-22シーズン（B1西地区）
ヴィチェンティッチ体制2シーズン目。このシーズンも開幕から低迷し、10月24日の茨城戦の勝利を最後に10月27日の名古屋D戦から12月26日の三河戦まで14連敗を喫するなど成績不振に陥る。ヴィチェンティッチHCは2月2日付で休養し、清水太志郎ACがHC代行として就任した。3月4日付けでヴィチェンティッチHCは契約解除となった（ヴィチェンティッチ自身は東京ZのHCに就任）。また、外国籍選手の負傷も相次いだ。
最終戦(秋田戦GAME2)終了後、今季限りで北郷謙二郎が退任すると発表された。また、アリーナMCのとしみんこと鶴田俊美氏もアリーナMCを引退することを発表した。

#### 2022-23シーズン（B1中地区）
昨シーズンまで千葉JのHCを務めた大野篤史が就任した他、選手面でも島根から金丸晃輔、千葉Jから大宮宏正、横浜BCから土屋アリスター時生、三河から根來新之助、カイル・コリンズワース、B2熊本から佐々木隆成など実績のある選手を獲得した。

#### 2023-24シーズン（B1中地区）
大野体制2シーズン目。名古屋Dからコティ・クラーク、秋田から大浦颯太を獲得。このシーズンは46勝14敗で中地区初優勝を飾った。

#### 2024-25シーズン（B1中地区）
大野体制3シーズン目。島根からウィリアムス・ニカ、滋賀から湧川颯斗を獲得。SR渋谷から津屋一球が復帰。三河から柏木真介を期限付移籍で獲得。
2024年10月17日、豊橋公園に建設予定の新アリーナ利用を前提にBプレミアへの参入が決まったが、同年11月10日の豊橋市長選挙で新アリーナ建設反対派の長坂尚登が当選。そのためBプレミア参入取り消しの可能性があると報じられた。

## チーム名の変遷
| 所属リーグ | シーズン  | チーム名                       |
| ---------- | --------- | ------------------------------ |
| 日本リーグ | 1965-2007 | オーエスジーフェニックス       |
| JBL        | 2007-2008 | オーエスジーフェニックス東三河 |
| bjリーグ   | 2008-2016 | 浜松・東三河フェニックス       |
| B.LEAGUE   | 2016-     | 三遠ネオフェニックス           |

## 成績

### 過去のリーグ戦

#### 日本リーグ・JBL
| 年度    | リーグ         | ディビジョン   | 回 | レギュラーシーズン | レギュラーシーズン | レギュラーシーズン | セミファイナル | セミファイナル | ファイナル | ファイナル | 最終結果 | HC       |
| 年度    | リーグ         | ディビジョン   | 回 | 勝                 | 敗                 | 順位               | 勝             | 敗             | 勝         | 敗         | 最終結果 | HC       |
| ------- | -------------- | -------------- | -- | ------------------ | ------------------ | ------------------ | -------------- | -------------- | ---------- | ---------- | -------- | -------- |
| 1999-00 | 日本リーグ     | 2部            | 33 | 12                 | 0                  | 1位                | -              | -              | -          | -          | 優勝     | 中村和雄 |
| 2000-01 | 日本リーグ     | 2部            | 34 | 13                 | 1                  | 1位                | 1              | 0              | 0          | 1          | 準優勝   | 中村和雄 |
| 2001-02 | 日本リーグ     | 日本リーグ     | 35 | 12                 | 2                  | 2位                | 2              | 0              | 1          | 2          | 準優勝   | 中村和雄 |
| 2002-03 | スーパーリーグ | スーパーリーグ | 2  | 2                  | 19                 | 8位                | ---            | ---            | ---        | ---        | 8位      | 中村和雄 |
| 2003-04 | スーパーリーグ | スーパーリーグ | 3  | 13                 | 15                 | 5位                | ---            | ---            | ---        | ---        | 5位      | 中村和雄 |
| 2004-05 | スーパーリーグ | スーパーリーグ | 4  | 10                 | 18                 | 6位                | ---            | ---            | ---        | ---        | 6位      | 中村和雄 |
| 2005-06 | スーパーリーグ | スーパーリーグ | 5  | 16                 | 10                 | 準優勝             | 2              | 0              | 1          | 3          | 準優勝   | 中村和雄 |
| 2006-07 | スーパーリーグ | スーパーリーグ | 6  | 6                  | 18                 | 7位                | ---            | ---            | ---        | ---        | 7位      | 中村和雄 |
| 2007-08 | JBL            | JBL            | 1  | 20                 | 15                 | 3位                | 0              | 2              | ---        | ---        | 3位      | 中村和雄 |

#### bjリーグ
| 年度    | レギュラーシーズン | レギュラーシーズン | レギュラーシーズン | レギュラーシーズン | レギュラーシーズン | レギュラーシーズン | レギュラーシーズン | レギュラーシーズン | プレイオフ 結果 | HC                 | 備考               |
| 年度    | 勝                 | 敗                 | 勝率               | ゲーム差           | 得点               | 失点               | 得失点差           | 順位               | プレイオフ 結果 | HC                 | 備考               |
| ------- | ------------------ | ------------------ | ------------------ | ------------------ | ------------------ | ------------------ | ------------------ | ------------------ | --------------- | ------------------ | ------------------ |
| 2008-09 | 36                 | 16                 | .692               | -                  | 90.7               | 78.9               | +11.8              | 東1位              | 3位             | 中村和雄           | 転籍1年目          |
| 2009-10 | 41                 | 11                 | .788               | -                  | 87.8               | 76.5               | +11.3              | 東1位              | 優勝            | 中村和雄           | 初優勝             |
| 2010-11 | 40                 | 6                  | .870               | -                  | 89.1               | 76.8               | +12.3              | 東1位              | 優勝            | 中村和雄           | 連覇を達成         |
| 2011-12 | 37                 | 15                 | .712               | -                  | 84.7               | 77.9               | +6.8               | 東1位              | 2位             | 河合竜児           |                    |
| 2012-13 | 28                 | 24                 | .538               | 14.0               | 81.7               | 77.6               | +4.1               | 西6位              | 地区1回戦敗退   | 河合竜児 →東野智弥 |                    |
| 2013-14 | 27                 | 25                 | .519               | 16.0               | 74.5               | 74.8               | -0.3               | 西4位              | 地区準決勝敗退  | 東野智弥           |                    |
| 2014-15 | 41                 | 11                 | .788               | 3.0                | 79.9               | 70.1               | +9.8               | 西3位              | 優勝            | 東野智弥           | 4年ぶり3回目の優勝 |
| 2015-16 | 36                 | 16                 | .692               | 5.0                | 78.1               | 69.6               | +8.5               | 西4位              | 地区1回戦敗退   | 東野智弥           |                    |

ゲーム差は()外は1位、()内はプレイオフ圏との差をそれぞれ表している。

### 獲得タイトル
- 全日本実業団選手権
  - 優勝1回（1999）
- 全日本実業団選手権（現：実業団競技大会）
  - 優勝2回（1997・1998）
- 日本リーグ2部
  - 優勝1回（1999-2000）
- bjリーグ
  - 優勝3回（2009-10年・2010-11年・2014-15年）
- bj-KBL チャンピオンシップゲームズ
  - 優勝1回（2011年）

### 個人別タイトル
レギュラーシーズンMVP
- bjリーグ2009-10 ウェンデル・ホワイト
- bjリーグ2010-11 ジェフリー・パーマー

プレイオフMVP
- bjリーグ2009-10 大口真洋
- bjリーグ2010-11 ジェフリー・パーマー
- bjリーグ2014-15 ナイル・マーリー

最優秀6th Man
- bjリーグ2010-11 ウェイン・アーノルド

ベスト5
- 日本リーグ2000-01

SG 大口真洋
C アエラ・クラーク
- 日本リーグ2001-02

SG 大口真洋
C アエラ・クラーク
- スーパーリーグ2005-06

PF エイドリアン・カスタス
C ジェラルド・ハニーカット
- スーパーリーグ2006-07

SF 川村卓也
- JBL 2007-08

C マーキース・エスティル
- bjリーグ2008-09

G マイケル・ガーデナー
- bjリーグ2009-10

F ウェンデル・ホワイト
- bjリーグ2010-11

G ウェイン・アーノルド
F ジェフリー・パーマー
- bjリーグ2011-12

G ジャメイン・ディクソン
C 太田敦也
ルーキー・オブ・ザ・イヤー
- スーパーリーグ2005-06 川村卓也

コーチ・オブ・ザ・イヤー
- bjリーグ2009-10 中村和雄
- bjリーグ2010-11 中村和雄

得点
- 日本リーグ2001-02 ジェフリー・ウェブスター
- スーパーリーグ2003-04 ジョニー・ローズ
- スーパーリーグ2004-05 エイドリアン・カスタス
- JBL 2007-08 マーキース・エスティル

アシスト
- スーパーリーグ2003-04 ジョニー・ローズ
- スーパーリーグ2004-05 エイドリアン・カスタス
- JBL 2007-08 クリフ・ホーキンス
- bjリーグ2008-09 マイケル・ガーデナー

リバウンド
- JBL 2007-08 マーキース・エスティル

ブロックショット
- スーパーリーグ2002-03 ダンゴ・ダイ

スティール
- スーパーリーグ2003-04 ジョニー・ローズ
- JBL 2007-08 クリフ・ホーキンス
- B.LEAGUE 2020-21 川嶋勇人

フィールドゴール成功率
- JBL 2007-08 マーキース・エスティル

3ポイントシュート成功率
- bjリーグ2009-10 ウェイン・アーノルド
- bjリーグ2014-15 大口真洋

### リーグ戦の主な記録

#### bjリーグ

##### 個人記録
1試合最多得点
- 45得点（マーカス・モリソン　2009年4月18日　対埼玉戦）

1試合最多リバウンド
- 17本（マーカス・モリソン　2009年4月4日　対仙台戦）
- 17本（スタンリー・オシティ　2009年3月14日　対滋賀戦）
- 17本（アダム・ザーン　2008年12月7日　対福岡戦）

1試合最多アシスト
- 15本（マイケル・ガーデナー　2008年11月22日　対高松戦）

1試合最多ブロック
- 7本（ローレンス・ブラックレッジ　2012年3月10日　対富山戦）

1試合最多スティール
- 8本（マイケル・ガーデナー　2009年1月11日　対埼玉戦）

1試合最多ターンオーバー
- 11本（マイケル・ガーデナー　2009年5月16日　対東京戦）

##### チーム記録
得点失点関連記録
- 1試合最多得点

139得点　2012年11月4日　対宮崎戦
- 1試合最少得点

54得点　2012年10月13日　対大分戦
- 1試合最多失点

106失点　2012年10月21日　対福岡戦
- 1試合最少失点

45失点　2010年2月14日　対富山戦
連勝記録
- 最多連勝

15連勝（2010-11シーズン）
2010年10月24日　対富山戦 〜 2010年12月12日　対秋田戦
- 最多連敗

5連敗（2008-09シーズン）
2008年11月21日　対高松戦 〜 2008年12月6日　対福岡戦

#### B.LEAGUE

##### 個人記録
1試合最多得点
- 42得点（ウェンデル・ホワイト　2017年4月1日　対三河戦）

1試合最多リバウンド
- 17本（ロバート・ドジャー　2016年10月8日　対横浜戦）
- 17本（ジョシュ・チルドレス　2017年2月22日　対横浜戦）

1試合最多アシスト
- 11本（鈴木達也　2016年10月1日　対富山戦、2017年11月19日　対大阪戦）

1試合最多ブロック
- 6本（ロバート・ドジャー　2016年12月31日　対滋賀戦）

1試合最多スティール
- 4本（エリアス・ハリス　2021年10月17日　対広島戦）

1試合最多ターンオーバー
- 6本（オルー・アシャオル　2016年10月28日　対川崎戦）
- 6本（大石慎之介　2017年2月19日　対栃木戦）

##### チーム記録
得点失点関連記録
- 1試合最多得点

103得点　2018年2月3日　対名古屋D戦
- 1試合最少得点

57得点　2017年11月11日　対名古屋D戦
57得点　2017年11月18日　対大阪戦
- 1試合最多失点

108失点　2022年4月3日　対大阪戦
- 1試合最少失点

50失点　2017年12月16日　対京都戦
連勝記録
- 最多連勝

7連勝（2017-18シーズン）
2018年2月17日　対横浜戦 〜 2018年3月17日　対新潟戦
- 最多連敗

16連敗（2019-20シーズン）
2019年10月5日　対富山戦 〜 2019年12月7日　対北海道戦

### 観客動員記録

#### bjリーグ
最多観客動員試合
6,246人　2013年1月13日　対福岡戦
最少観客動員試合
489人　2010年11月13日　対埼玉戦
年度別観客動員記録
| シーズン | 試合数 | 合計     | 平均    | 最大    | 最小    | 試合会場 | 備考                                                                 |
| 2008-09  | 28+1   | 46,161人 | 1,648人 | 2,935人 | 1,132人 | 6会場    | bjリーグ参入初年度。 カンファレンスセミファイナル開催。              |
| 2009-10  | 28     | 37,489人 | 1,339人 | 2,388人 | 962人   | 5会場    | カンファレンスセミファイナル開催。                                   |
| 2010-11  | 24     | 37,518人 | 1,563人 | 3,388人 | 489人   | 6会場    | 東日本大震災の影響で2試合を中止。 カンファレンスセミファイナル開催。 |
| 2011-12  | 28+1   | 52,653人 | 1,880人 | 3,610人 | 1,020人 | 6会場    | カンファレンスセミファイナル開催。                                   |
| 2012-13  | 26     | 56,605人 | 2,177人 | 6,246人 | 823人   | 6会場    |                                                                      |
| 2013-14  | 28     | 59,949人 | 2,141人 | 4,480人 | 843人   | 8会場    | プレイオフファーストラウンド開催。                                   |
| 2014-15  | 28     | 61,196人 | 2,186人 | 5,611人 | 1,098人 | 7会場    | プレイオフファーストラウンド開催。                                   |
| 2015-16  | 28     | 54,808人 | 1,957人 | 4,037人 | 1,074人 | 6会場    | プレイオフファーストラウンド開催。                                   |

会場別観客動員記録
| シーズン           | 自治体                 | アリーナ                   | ホームゲーム観客数 | ホームゲーム観客数 | ホームゲーム観客数 | ホームゲーム観客数 | ホームゲーム観客数 | ホームゲーム観客数 |
| シーズン           | 自治体                 | アリーナ                   | 試合数             | 合計               | 平均               | 最大               | 最小               |                    |
| 2008-09            | 浜松市                 | 浜松アリーナ               | 10                 | 18,514人           | 1,851人            | 2,935人            | 1,237人            |                    |
| 2008-09            | 浜松市                 | 浜北グリーンアリーナ       | 2                  | 3,003人            | 1,501人            | 1,605人            | 1,398人            |                    |
| 2008-09            | 豊橋市                 | 豊橋市総合体育館           | 8                  | 12,305人           | 1,538人            | 1,831人            | 1,212人            |                    |
| 2008-09            | 豊川市                 | 豊川市総合体育館           | 4                  | 5,768人            | 1,442人            | 1,803人            | 1,132人            |                    |
| 2008-09            | 旭川市                 | 旭川市総合体育館           | 2                  | 2,655人            | 1,327人            | 1,485人            | 1,170人            |                    |
| 2008-09            | レギュラーシーズン合計 | レギュラーシーズン合計     | 26                 | 42,245人           | 1,624人            | 2,935人            | 1,132人            |                    |
| 2008-09 プレイオフ | 袋井市                 | エコパアリーナ             | 2+1                | 3,916人            | 1,958人            | 2,266人            | 1,650人            |                    |
| 2008-09 プレイオフ | ホーム総合計           | ホーム総合計               | 28+1               | 46,161人           | 1,648人            | 2,935人            | 1,132人            |                    |
| 2009-10            | 浜松市                 | 浜松アリーナ               | 10                 | 13,423人           | 1,342人            | 1,862人            | 1,078人            |                    |
| 2009-10            | 豊橋市                 | 豊橋市総合体育館           | 8                  | 10,106人           | 1,263人            | 1,593人            | 962人              |                    |
| 2009-10            | 豊川市                 | 豊川市総合体育館           | 4                  | 4,589人            | 1,147人            | 1,260人            | 1,013人            |                    |
| 2009-10            | 蒲郡市                 | 蒲郡市民体育センター       | 2                  | 2,295人            | 1,147人            | 1,215人            | 1,080人            |                    |
| 2009-10            | 旭川市                 | 旭川市総合体育館           | 2                  | 3,440人            | 1,720人            | 1,755人            | 1,685人            |                    |
| 2009-10            | レギュラーシーズン合計 | レギュラーシーズン合計     | 26                 | 33,853人           | 1,302人            | 1,862人            | 962人              |                    |
| 2009-10 プレイオフ | 浜松市                 | 浜松アリーナ               | 2                  | 3,636人            | 1,818人            | 2,348人            | 1,248人            |                    |
| 2009-10 プレイオフ | ホーム総合計           | ホーム総合計               | 28                 | 37,489人           | 1,339人            | 2,388人            | 962人              |                    |
| 2010-11            | 浜松市                 | 浜松アリーナ               | 4                  | 9,977人            | 2,494人            | 3,388人            | 1,628人            |                    |
| 2010-11            | 湖西市                 | 湖西市アメニティプラザ     | 2                  | 2,244人            | 1,122人            | 1,127人            | 1,117人            |                    |
| 2010-11            | 藤枝市                 | 静岡県武道館               | 2                  | 2,778人            | 1,389人            | 1,828人            | 950人              |                    |
| 2010-11            | 豊橋市                 | 豊橋市総合体育館           | 6                  | 8,282人            | 1,380人            | 2,056人            | 643人              |                    |
| 2010-11            | 豊川市                 | 豊川市総合体育館           | 4                  | 5,185人            | 1,296人            | 1,651人            | 1,099人            |                    |
| 2010-11            | 蒲郡市                 | 蒲郡市民体育センター       | 4                  | 3,885人            | 971人              | 1,694人            | 489人              |                    |
| 2010-11            | レギュラーシーズン合計 | レギュラーシーズン合計     | 22                 | 32,351人           | 1,470人            | 3,388人            | 489人              |                    |
| 2010-11 プレイオフ | 豊橋市                 | 豊橋市総合体育館           | 2                  | 5,162人            | 2,581人            | 3,068人            | 2,094人            |                    |
| 2010-11 プレイオフ | ホーム総合計           | ホーム総合計               | 24                 | 37,518人           | 1,563人            | 3,388人            | 489人              |                    |
| 2011-12            | 浜松市                 | 浜松アリーナ               | 10                 | 23,182人           | 2,318人            | 3,610人            | 1,520人            |                    |
| 2011-12            | 湖西市                 | 湖西市アメニティプラザ     | 4                  | 4,584人            | 1,146人            | 1,188人            | 1,086人            |                    |
| 2011-12            | 豊橋市                 | 豊橋市総合体育館           | 6                  | 12,857人           | 2,143人            | 2,864人            | 1,446人            |                    |
| 2011-12            | 豊川市                 | 豊川市総合体育館           | 4                  | 5,076人            | 1,269人            | 1,606人            | 1,020人            |                    |
| 2011-12            | 岡崎市                 | 岡崎中央総合公園総合体育館 | 2                  | 4,100人            | 2,050人            | 2,255人            | 1,845人            |                    |
| 2011-12            | レギュラーシーズン合計 | レギュラーシーズン合計     | 26                 | 49,799人           | 1,915人            | 3,610人            | 1,020人            |                    |
| 2011-12 プレイオフ | 浜松市                 | 浜松アリーナ               | 2+1                | 2,854人            | 1,427人            | 1,707人            | 1,147人            |                    |
| 2011-12 プレイオフ | ホーム総合計           | ホーム総合計               | 28+1               | 52,653人           | 1,880人            | 3,610人            | 1,020人            |                    |
| 2012-13            | 浜松市                 | 浜松アリーナ               | 10                 | 25,644人           | 2,564人            | 6,246人            | 1,209人            |                    |
| 2012-13            | 袋井市                 | エコパアリーナ             | 2                  | 4,437人            | 2,219人            | 2,251人            | 2,186人            |                    |
| 2012-13            | 磐田市                 | アミューズ豊田             | 2                  | 1,893人            | 947人              | 1,070人            | 823人              |                    |
| 2012-13            | 豊橋市                 | 豊橋市総合体育館           | 6                  | 14,529人           | 2,422人            | 3,085人            | 1,544人            |                    |
| 2012-13            | 豊川市                 | 豊川市総合体育館           | 4                  | 6,020人            | 1,505人            | 1,725人            | 1,064人            |                    |
| 2012-13            | 岡崎市                 | 岡崎中央総合公園総合体育館 | 2                  | 4,082人            | 2,041人            | 2,436人            | 1,646人            |                    |
| 2012-13            | レギュラーシーズン合計 | レギュラーシーズン合計     | 26                 | 56,605人           | 2,177人            | 6,246人            | 823人              |                    |
| 2013-14            | 浜松市                 | 浜松アリーナ               | 10                 | 21,428人           | 2,143人            | 2,842人            | 1,483人            |                    |
| 2013-14            | 湖西市                 | 湖西市アメニティプラザ     | 2                  | 3,752人            | 1,876人            | 1,948人            | 1,804人            |                    |
| 2013-14            | 袋井市                 | エコパアリーナ             | 2                  | 3,864人            | 1,932人            | 2,128人            | 1,736人            |                    |
| 2013-14            | 豊橋市                 | 豊橋市総合体育館           | 6                  | 17,480人           | 2,913人            | 4,480人            | 1,527人            |                    |
| 2013-14            | 豊川市                 | 豊川市総合体育館           | 2                  | 2,095人            | 1,048人            | 1,252人            | 843人              |                    |
| 2013-14            | 蒲郡市                 | 蒲郡市民体育センター       | 2                  | 3,977人            | 1,989人            | 2,519人            | 1,458人            |                    |
| 2013-14            | 岡崎市                 | 岡崎中央総合公園総合体育館 | 2                  | 4,766人            | 2,383人            | 3,056人            | 1,710人            |                    |
| 2013-14            | レギュラーシーズン合計 | レギュラーシーズン合計     | 26                 | 56,605人           | 2,177人            | 4,480人            | 843人              |                    |
| 2013-14 プレイオフ | 磐田市                 | アミューズ豊田             | 2                  | 2,587人            | 1,294人            | 1,337人            | 1,250人            |                    |
| 2013-14 プレイオフ | ホーム総合計           | ホーム総合計               | 28                 | 59,949人           | 2,141人            | 4,480人            | 843人              |                    |
| 2014-15            | 浜松市                 | 浜松アリーナ               | 10                 | 26,320人           | 2,632人            | 5,611人            | 1,473人            |                    |
| 2014-15            | 湖西市                 | 湖西市アメニティプラザ     | 2                  | 3,587人            | 1,794人            | 1,938人            | 1,649人            |                    |
| 2014-15            | 袋井市                 | エコパアリーナ             | 2                  | 3,819人            | 1,910人            | 2,116人            | 1,703人            |                    |
| 2014-15            | 豊橋市                 | 豊橋市総合体育館           | 6                  | 15,207人           | 2,535人            | 3,219人            | 1,642人            |                    |
| 2014-15            | 豊川市                 | 豊川市総合体育館           | 4                  | 6,996人            | 1,749人            | 1,952人            | 1,475人            |                    |
| 2014-15            | 岡崎市                 | 岡崎中央総合公園総合体育館 | 2                  | 2,813人            | 1,407人            | 1,715人            | 1,098人            |                    |
| 2014-15            | レギュラーシーズン合計 | レギュラーシーズン合計     | 26                 | 58,742人           | 2,259人            | 5,611人            | 1,098人            |                    |
| 2014-15 プレイオフ | 磐田市                 | アミューズ豊田             | 2                  | 2,454人            | 1,227人            | 1,251人            | 1,203人            |                    |
| 2014-15 プレイオフ | ホーム総合計           | ホーム総合計               | 28                 | 61,196人           | 2,186人            | 5,611人            | 1,098人            |                    |
| 2015-16            | 浜松市                 | 浜松アリーナ               | 10                 | 21,638人           | 2,164人            | 3,478人            | 1,330人            |                    |
| 2015-16            | 浜松市                 | 浜北グリーンアリーナ       | 2                  | 4,031人            | 2,016人            | 2,020人            | 2,011人            |                    |
| 2015-16            | 湖西市                 | 湖西市アメニティプラザ     | 2                  | 2,179人            | 1,090人            | 1,105人            | 1,074人            |                    |
| 2015-16            | 豊橋市                 | 豊橋市総合体育館           | 6                  | 14,626人           | 2,438人            | 4,037人            | 1,272人            |                    |
| 2015-16            | 豊川市                 | 豊川市総合体育館           | 4                  | 6,280人            | 1,570人            | 1,898人            | 1,260人            |                    |
| 2015-16            | 岡崎市                 | 岡崎中央総合公園総合体育館 | 2                  | 2,826人            | 1,413人            | 1,670人            | 1,074人            |                    |
| 2015-16            | レギュラーシーズン合計 | レギュラーシーズン合計     | 26                 | 51,580人           | 1,984人            | 4,037人            | 1,074人            |                    |
| 2015-16 プレイオフ | 浜松市                 | 浜松アリーナ               | 2                  | 3,228人            | 1,614人            | 2,005人            | 1,223人            |                    |
| 2015-16 プレイオフ | ホーム総合計           | ホーム総合計               | 28                 | 54,808人           | 1,957人            | 4,037人            | 1,074人            |                    |

#### B.LEAGUE
最多観客動員試合
4,722人　2020年2月2日　対宇都宮戦（浜松）
最少観客動員試合
1,006人　2019年1月16日　対横浜戦（豊橋）
年度別観客動員記録
| シーズン | 試合数 | 合計     | 平均    | 最大    | 最小    | 試合会場 | 備考                                                          |
| 2016-17  | 30     | 70,391人 | 2,346人 | 4,498人 | 1,161人 | 2会場    | B.LEAGUE参入初年度。                                          |
| 2017-18  | 30     | 62,630人 | 2,088人 | 3,908人 | 1,016人 | 5会場    |                                                               |
| 2018-19  | 30     | 72,520人 | 2,417人 | 4,211人 | 1,006人 | 2会場    |                                                               |
| 2019-20  | 19     | 52,371人 | 3,081人 | 4,722人 | 1,916人 | 2会場    | 新型コロナウィルスの影響で2試合を無観客で実施、11試合を中止。 |
| 2020-21  | 30     | ------人 | -----人 | -----人 | -----人 | 2会場    | アウェイチームの選手コロナウィルスに感染したため1試合を中止。 |

会場別観客動員記録
| シーズン | 自治体                 | アリーナ               | ホームゲーム観客数 | ホームゲーム観客数 | ホームゲーム観客数 | ホームゲーム観客数 | ホームゲーム観客数 | ホームゲーム観客数 |
| シーズン | 自治体                 | アリーナ               | 試合数             | 合計               | 平均               | 最大               | 最小               |                    |
| 2016-17  | 豊橋市                 | 豊橋市総合体育館       | 24                 | 54,898人           | 2,287人            | 4,498人            | 1,161人            |                    |
| 2016-17  | 浜松市                 | 浜松アリーナ           | 6                  | 15,493人           | 2,582人            | 3,205人            | 1,834人            |                    |
| 2016-17  | レギュラーシーズン合計 | レギュラーシーズン合計 | 30                 | 70,391人           | 2,346人            | 4,498人            | 1,161人            |                    |
| 2017-18  | 豊橋市                 | 豊橋市総合体育館       | 22                 | 50,814人           | 2,152人            | 3,908人            | 1,508人            |                    |
| 2017-18  | 豊川市                 | 豊川市総合体育館       | 2                  | 2,215人            | 1,108人            | 1,113人            | 1,102人            |                    |
| 2017-18  | 浜松市                 | 浜松アリーナ           | 2                  | 4,498人            | 2,249人            | 2,712人            | 1,786人            |                    |
| 2017-18  | 浜松市                 | 浜北グリーンアリーナ   | 2                  | 2,730人            | 1,365人            | 1,502人            | 1,228人            |                    |
| 2017-18  | 湖西市                 | 湖西市アメニティプラザ | 2                  | 2,373人            | 1,187人            | 1,357人            | 1,016人            |                    |
| 2017-18  | レギュラーシーズン合計 | レギュラーシーズン合計 | 30                 | 62,630人           | 2,088人            | 3,908人            | 1,016人            |                    |
| 2018-19  | 豊橋市                 | 豊橋市総合体育館       | 24                 | 52,605人           | 2,192人            | 3,816人            | 1,006人            |                    |
| 2018-19  | 浜松市                 | 浜松アリーナ           | 6                  | 19,915人           | 3,319人            | 4,211人            | 2,297人            |                    |
| 2018-19  | レギュラーシーズン合計 | レギュラーシーズン合計 | 30                 | 72,520人           | 2,417人            | 4,211人            | 1,006人            |                    |
| 2019-20  | 豊橋市                 | 豊橋市総合体育館       | 15                 | 37,872人           | 2,913人            | 4,408人            | 1,916人            |                    |
| 2019-20  | 浜松市                 | 浜松アリーナ           | 4                  | 14,499人           | 3,625人            | 4,722人            | 2,345人            |                    |
| 2019-20  | レギュラーシーズン合計 | レギュラーシーズン合計 | 19                 | 52,371人           | 3,081人            | 4,722人            | 1,916人            |                    |
| 2020-21  | 豊橋市                 | 豊橋市総合体育館       | 24                 | 27,760人           | 1,156人            | 1,678人            | 649人              |                    |
| 2020-21  | 浜松市                 | 浜松アリーナ           | 6                  | 7,031人            | 1,172人            | 1,668人            | 904人              |                    |
| 2020-21  | レギュラーシーズン合計 | レギュラーシーズン合計 | 30                 | 34,791人           | 1,160人            | 1,678人            | 649人              |                    |
| 2021-22  | 豊橋市                 | 豊橋市総合体育館       | 23(1試合中止)      | 33,658人           | 1,463人            | 2,208人            | 701人              |                    |
| 2021-22  | 浜松市                 | 浜松アリーナ           | 6                  | 8,900人            | 1,483人            | 2,131人            | 902人              |                    |
| 2021-22  | レギュラーシーズン合計 | レギュラーシーズン合計 | 29(1試合中止)      | 42,558人           | 1,468人            | 2,208人            | 701人              |                    |
| 2022-23  | 豊橋市                 | 豊橋市総合体育館       | 22                 | 72,698人           | 3,317人            | 4,503人            | 1,749人            |                    |
| 2022-23  | 浜松市                 | 浜松アリーナ           | 8                  | 30,406人           | 3,801人            | 5,048人            | 1,687人            |                    |
| 2022-23  | レギュラーシーズン合計 | レギュラーシーズン合計 | 30                 | 103,374人          | 3,446人            | 5,048人            | 1,687人            |                    |
| 2023-24  | 豊橋市                 | 豊橋市総合体育館       | 24                 | ----人             | -----人            | -----人            | -----人            |                    |
| 2023-24  | 浜松市                 | 浜松アリーナ           | 6                  | 27,958人           | 4,660人            | 5,093人            | 4,128人            |                    |
| 2023-24  | レギュラーシーズン合計 | レギュラーシーズン合計 | 30                 | ----人             | -----人            | -----人            | -----人            |                    |
| シーズン | 自治体                 | アリーナ               |                    |                    |                    |                    |                    |                    |
| シーズン | 自治体                 | アリーナ               | 試合数             | 合計               | 平均               | 最大               | 最小               |                    |

## メディア

### 応援番組
- CBCテレビ「アイドリぃむTV」内コーナー「三遠ネオフェニックス応援コーナー」

（毎週月曜日1:36〜：アリーナアイドルのP.IDL NAGOYAがコーナーアイドルを担当）
- CBCラジオ「ジャム！ジャム！ネオフェニックス」（2016年7月3日から開始）

（毎週日曜日12:35〜12:50：アリーナアイドルのP.IDL NAGOYAがパーソナリティを担当）
- エフエム豊橋「We are フェニックス」

（毎週水曜日20:30〜20:45頃）
- 豊橋ケーブルネットワーク・CCNet豊川局「みかわスポーツワールド」
- FM Haro!「PLUS your Day」

（不定期：主に木曜担当パーソナリティ・鈴木裕子が試合の様子や選手等へのインタビューを紹介）

### 過去の応援番組
- CCNet豊川局・豊橋ケーブルネットワーク「PhoenixTV」
- FM Haro!「Morning Sprash」 内コーナー「ジュビロ・フェニックス デイリーニュース」
- FM Haro!「Saturday Sports Beat」内「Phoenix Booster Beat」

## キーワード

### 2種類のアリーナ
- bjリーグ時代の2008-09・2009-10シーズンは日本スポーツコートの床材を使用していた。センターサークルには浜松地区で開催される場合は「浜松フェニックス」、東三河地区で開催される場合は「東三河フェニックス」とそれぞれ表示されたコートを使い分けていた。なお、旭川で開催された時は「東三河フェニックス」、「浜松フェニックス」と1日ずつコート表示を変えていた。
- 2010-11シーズンからは、体育館の床をそのまま使用。センターサークルはチームロゴの表示となっている。

### フェニックスカップ
- 旧オーエスジー時代より中学・高校生年代の強化大会として「フェニックスカップ」を主催している。中学生の部は11月下旬頃、高校生の部は3月下旬頃にいずれもオーエスジースポーツスクエアーなどに全国の強豪校を招待してトーナメントが展開されている。